# Попо III фон Лауфен
Попо III (Бопо IV) фон Лауфен (на немски: Poppo III (Boppo (IV) von Laufen; † пр. 10 август 1181) е граф на Лауфен на Некар в Лобденгау.

## Произход и наследство
Той е син на Конрад фон Лауфен († сл. 18 май 1127), граф в Лобденгау, и съпругата му Гизелхилд фон Арнщайн, дъщеря на граф Лудвиг I фон Арнщайн-Айнрихгау († 1084). Внук е на граф Попо II фон Лауфен († 1122) и Матилда фон Хоенберг († сл. 1110), дъщеря на граф Бертхолд I фон Хоенберг († 1110) и Лиутгард фон Брайзгау († 1110). Правнук е на гау-граф Бопо фон Лобденгау († сл. 1067) и праправнук на Хайнрих граф в Лобденгау (* 1067?). Роднина е на Бруно фон Лауфен, архиепископ на Трир (1102 – 1124). Сестра му Аделхайд (* ок. 1135) е омъжена за граф Бертхолд I фон Катценелнбоген в Крайхгау († 1179).
Графовете фон Лауфен са представители на краля и фогти на собствеността на манастир Вормс. Графският род фон Лауфен построява през 11 век водния замък Лауфен. Техният домашен манастир е манастир Оденхайм в Крайхгау, построен от тях от 1110 до 1118 г.
Графският род фон Лауфен измира със смъртта на синът му Попо IV (Бопо V) през ок. 1219 г. и град Лауфен отива на крал Фридрих II фон Хоенщауфен. Части от собственостите им отива на господарите фон Дюрн.

## Фамилия
Попо III фон Лауфен се жени пр. 1146 г. за Аделхайд фон Фобург, дъщеря на граф и маркграф Диполд III фон Фобург († 1146) и втората му съпруга Кунигунда фон Нортхайм-Байхлинген († 1140). Тя е сестра на Адела († сл. 1187), съпруга на бъдещия импеаратор Фридрих I Барбароса († 1190). Те имат три деца:
- Хайнрих фон Лауфен († сл. 1174), граф на Лауфен
- Попо IV (Бопо V) фон Лауфен († между 5 октомври 1212 и 6 април 1219), граф на Лауфен, баща на Мехтилд фон Лауфен († сл. 1276), омъжена за Конрад I фон Дюрн († 17 септември 1258).
- Конрад фон Лауфен († сл. 1184), граф на Лауфен и Ебербах